# 札幌商工会議所

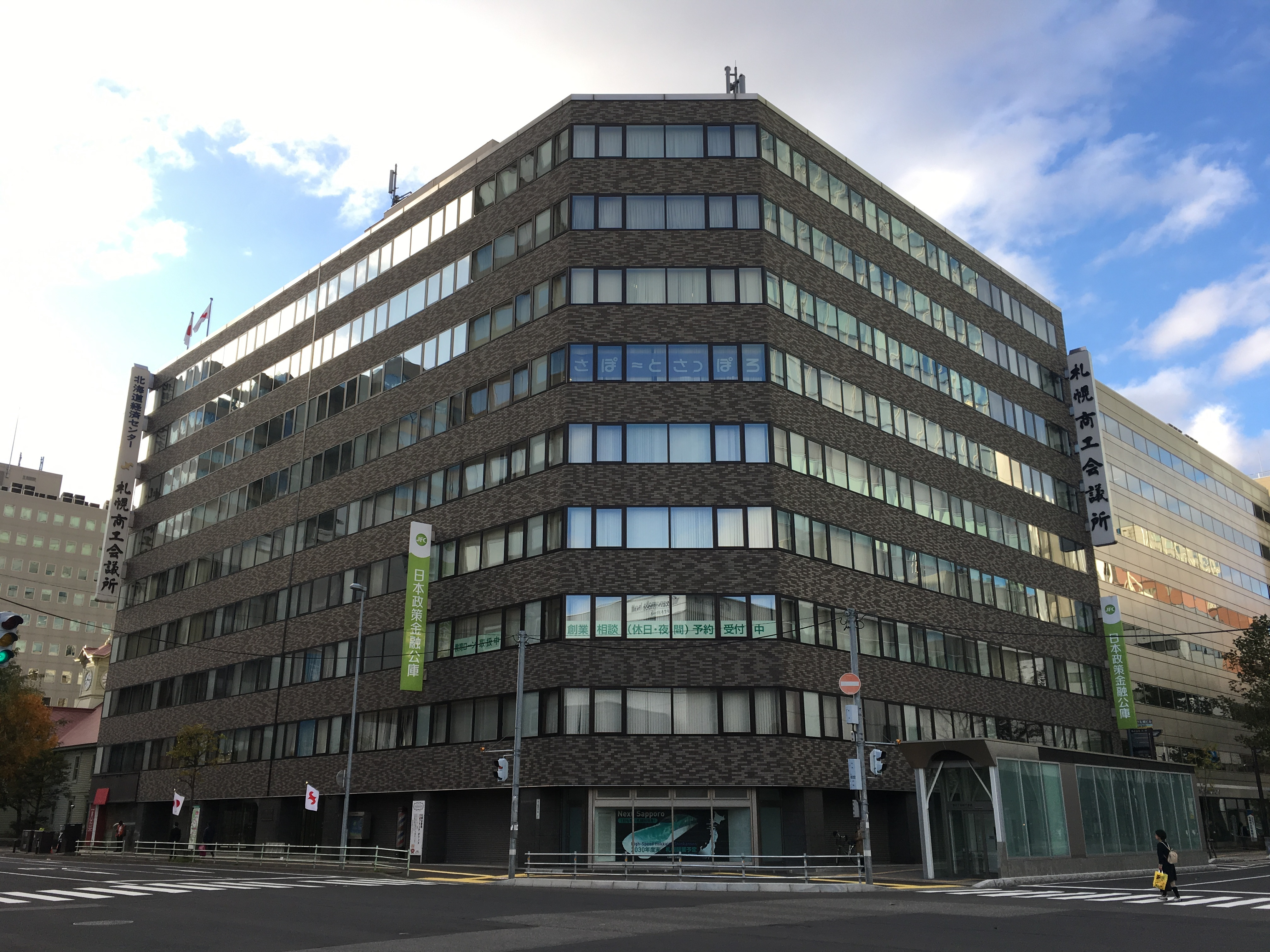
北海道経済センター（2019年11月）

札幌商工会議所（さっぽろしょうこうかいぎしょ、略称：札商（さっしょう）、英称：The Sapporo Chamber of Commerce and Industry）は、主に札幌市内に事業所をおく企業・団体で運営されている商工会議所。1947年設立。
中小企業を中心とした20,000社が加盟し、会員数は、東京商工会議所、大阪商工会議所に次いで全国3位。

## 概要
- 11部会と60分科会を設置

### 所在地

#### 本所
北海道札幌市中央区北1条西2丁目 北海道経済センター

#### 支所
5カ所に支所を設置。
| 支部           | 住所                                                | 担当                 |
| -------------- | --------------------------------------------------- | -------------------- |
| 中央支所       | 札幌市中央区北1条西2丁目 北海道経済センター1階      | 中央区               |
| 札幌駅北口支所 | 札幌市北区北9条西3丁目10-1 小田ビル3階              | 北区、東区           |
| 豊平支所       | 札幌市豊平区平岸2条5丁目2-14 第5平岸グランドビル5階 | 豊平区、南区、清田区 |
| 西支所         | 札幌市西区宮の沢1条1丁目1-3 宮の沢1条ビル3階        | 西区、手稲区         |
| 白石支所       | 札幌市白石区本通17丁目南5-15 白石商工センター       | 白石区、厚別区       |

## 歴史

### 年表
- 1891年（明治24年）：9月に前身母体となる札幌商業倶楽府設立
  - 発会式で当選就任した役員15名：有田信、小塩武吉、田中善吉、花村三千之助、山本喜平、赤星栄三郎、近藤昇平、石塚猪男蔵、山崎孝太郎、岡田佐助、今井藤七、玉井喜作、後藤慶治、西村秀吉、加藤一魯
- 1906年（明治39年）：札幌商業会議所設立認可
- 1907年（昭和40年）：第一期議員選挙を行い議員30名、特別議員10名を選出
- 1928年（昭和3年）：札幌商工会議所へ改称
- 1929年（昭和4年）：商工会議所法公布
- 1934年（昭和9年）：札幌商工会議所ビル新築、札幌グランドホテル開業
- 1943年（昭和18年）：北海道商工経済会発足、札幌商工会議所の一切の事業を移行
- 1945年（昭和20年）：札商ビルが進駐軍に接収
- 1947年（昭和22年）：社団法人札幌商工会議所設立
- 1951年（昭和26年）：北海道銀行設立
- 1952年（昭和27年）：札商ビル接収解除
- 1954年（昭和29年）：新商工会議所法にもとづく札幌商工会議所として発足
- 1957年（昭和32年）：北海道簿記専修学校の運営を継承
- 1958年（昭和33年）：北海道大博覧会開催
- 1966年（昭和41年）：北海道経済センター建設
- 1976年（昭和51年）：北海道簿記専修学校が北海道簿記専門学校に改称
- 1987年（昭和62年）：北海道簿記専門学校が札幌商工会議所付属専門学校に改称

## 歴代会頭
| 代数   | 氏名       | 在任期間       | 出身                         |
| ------ | ---------- | -------------- | ---------------------------- |
| 初代   | 対馬嘉三郎 | 1907年〜1911年 | 衆議院議員                   |
| 第2代  | 永田巌     | 1911年〜1913年 | 北海銀行                     |
| 第3代  | 松田学     | 1913年〜1915年 | 札幌木材                     |
| 第4代  | 永田巌     | 1915年〜1917年 |                              |
| 第5代  | 大滝甚太郎 | 1917年〜1927年 | 木材商                       |
| 第6代  | 久保兵太郎 | 1927年〜1933年 | 北海道炭礦鉄道野幌煉瓦工場   |
| 第7代  | 大滝甚太郎 | 1927年〜1941年 |                              |
| 第8代  | 新田啓二郎 | 1941年〜1946年 | 新田啓二郎商店               |
| 第9代  | 伊藤豊次   | 1946年〜1949年 | 伊藤組（現・伊藤組土建）     |
| 第10代 | 富樫長吉   | 1949年〜1952年 | 富樫商店（現・曲長富樫商店） |
| 第11代 | 広瀬経一   | 1952年〜1973年 | 北海道拓殖銀行               |
| 第12代 | 今井道雄   | 1973年〜1988年 | 丸井今井                     |
| 第13代 | 鈴木茂     | 1988年〜1994年 | 北海道拓殖銀行               |
| 第14代 | 伊藤義郎   | 1994年〜2001年 | 伊藤組土建                   |
| 第15代 | 西尾長光   | 2001年〜2004年 | 北の誉酒造                   |
| 第16代 | 高向巖     | 2004年〜2016年 | 北洋銀行                     |
| 第17代 | 岩田圭剛   | 2016年〜       | 岩田地崎建設                 |

## 主要人事

### 役員
2025年1月現在。
|          | 氏名     | 出身                   | 備考 |
| -------- | -------- | ---------------------- | ---- |
| 会頭     | 岩田圭剛 | 岩田地崎建設           |      |
| 副会頭   | 大槻博   | 北海道ガス             |      |
| 副会頭   | 紫藤正行 | 大黒自工               |      |
| 副会頭   | 加藤欽也 | 昭和交通               |      |
| 副会頭   | 大谷喜一 | アインホールディングス |      |
| 副会頭   | 中田隆博 | 道路工業               |      |
| 副会頭   | 安田光春 | 北洋銀行               |      |
| 名誉会頭 | 高向巖   | 北洋銀行               |      |
| 特別顧問 | 横山末雄 | 横山食品               |      |
| 特別顧問 | 布施光章 | DORAL                  |      |
| 特別顧問 | 星野恭亮 | 旭イノベックス         |      |
| 特別顧問 | 似鳥昭雄 | ニトリホールディングス |      |

## 関連団体
- 札幌商工会議所付属専門学校
- 北海道経済連合会